# Seniorenkonvent Hasselt-Diepenbeek
Seniorenkonvent Hasselt - Diepenbeek (SK Hasselt - Diepenbeek) is de koepel van alle studentenclubs te Hasselt en Diepenbeek. De koepel is opgericht op 13 maart 2005 en is de opvolger van het Diepenbeeks - Hasselts Seniorenkonvent (DHSK), dat op zijn beurt de opvolger is van het Diepenbeeks Hoogstudenten Verbond (DHSV).
Het seniorenkonvent heeft een dagelijks bestuur, maar in tegenstelling tot de overige seniorenkonventen te Vlaanderen, wordt er geen Senior Seniorum aangeduid.
Het seniorenkonvent heeft geen eigen kleuren en geen eigen schild.
In tegenstelling tot de studentenclubs te Leuven, Gent en Brussel, zijn de studentenclubs niet regionaal gebonden. Alle clubs zijn kleurdragend en dragen bierpetjes. 

## Aangesloten clubs

### Mannenclubs
- Astøria (Diepenbeek) (opgericht op 10 november 1991)
- Bokkereyers (Diepenbeek) (opgericht op 20 december 1991)
- Carpe Diem (Diepenbeek) (opgericht op 6 januari 1981)
- H.O.C.K.E.Y. (Diepenbeek) (opgericht in 18 februari 1998, erkend in 2002)
- Klamme Hand (Diepenbeek) (opgericht op 5 november 1978)
- Tyl Uylenspiegel  (Diepenbeek) (opgericht op 4 februari 1982)
- Boves Luci (Diepenbeek) (opgericht 12 februari 1974)

### Vrouwenclubs
- Amicitia Aeterna  (Diepenbeek) (opgericht op 1 mei 1995, erkend in 2002)
- Dionysia (Hasselt) (opgericht op 30 mei 1996, erkend in 2002)
- Reginae Noctis (Diepenbeek) (opgericht in 1990)
- Sidus Clarum Puellarum (Diepenbeek) (opgericht in 1990)

### Gemengde clubs
- Ambifaarke (studentenfanfare) (opgericht in februari 1991)
- Caeruleus (Diepenbeek) (opgericht op 7 januari 2003, erkend in 2010)
- Lupus (Hasselt - Diepenbeek - Genk) (Opgericht op 28 oktober 2009, erkend in 2015)
- Phercolica (Hasselt) (opgericht op 26 februari 1997, erkend in 2002)
- Saltator Orator Sodalis (Hasselt/Diepenbeek/Genk) (opgericht op 8 oktober 2001, erkend in 2005)
- SCAF (Hasselt) (opgericht in 1986, erkend in 2002)

### Verdwenen clubs
- Hasaluth
- Zandloper
- Vaccae Luci (Vrouwelijke tegenhanger van "Boves Luci")

## Andere clubs in Hasselt en Diepenbeek
Pas opgerichte clubs kunnen zich niet aansluiten bij het seniorenkonvent. De aangesloten clubs beslissen of dat de club na een aantal jaren toegelaten wordt tot het seniorenconvent